# 元奎
元奎（英語：Corey Yuen Kwai，1950年2月15日—2022年），原名殷港民，是香港導演、武術指導、監製及演員，七小福之一，師承于占元，以擅拍武打動作片而知名。
元奎是李連杰的御用動作導演，隨同李連杰一同前往好萊塢發展，並且取得相當耀眼的成績。他設計的動作受到了好萊塢的一致認可，參與了多部好萊塢大片的動作設計。

## 生平
元奎早期連同洪金寶、成龍和元彪等人師承於京劇大師于占元之麾下，七人號稱「七小福」。於1970年起，出任龍虎武師，曾擔當監製、導演、動作指導等，但其為人低調也少亮相。《方世玉》、《漫畫威龍》、《賭聖》、《新精武門1991》等數十部電影都由他導演。
從七小福離開舞臺表演後，進入片廠當武師，後正式擔任武術指導，參與過《新蜀山劍俠》、《龍少爺》、《地獄無門》等影片。曾到臺灣工作，1982年獲吳思遠邀請回香港執導處女作《龍之忍者》，並同時獲得第2屆香港電影金像獎最佳動作指導提名。1990年，與劉鎮偉合作導演《賭聖》，不但捧紅了周星馳，更成為當年票房賣座冠軍。
元奎本人在《新精武門1991》和《賭聖》中均有出場，不過最令人印象深刻的對白出現在《方世玉續集》中的“安全第一”。
元奎一手提拔了多個著名動作演員，包括楊紫瓊和李連杰。1992年，元奎與李連杰合組正東製作有限公司，兩人合作過《方世玉》、《中南海保鏢》、《給爸爸的信》等賣座電影，被一致公認為「最佳拍檔」，元奎更憑《方世玉》榮獲第十三屆第13屆香港電影金像獎最佳動作指導獎和第30屆金馬獎最佳動作指導獎。1995年憑《霹靂火》榮獲第32屆金馬獎最佳動作指導獎。1998年，元奎應李連杰之邀到好萊塢，替他在《致命武器4》設計動作場面，也曾為李連杰主演的《致命羅密歐》和《救世主》擔任武術指導，也執導過《玩命快遞》。近年元奎主力在好萊塢發展，曾替《X戰警》、《致命羅密歐》、《最後一強》、《龍之吻》等電影擔任動作指導。
2024年8月12日，成龍於微博發文提及「元家班」成立65周年時，其中一句︰「我們一起緬懷已經離開的元奎」確認元奎離世的消息，田啟文隨後確認消息屬實，並指出元奎在2022年因COVID-19病逝，但基於家人意願一直未有公開。

## 作品

### 武术指导
- 方世玉
- 中南海保鏢
- 給爸爸的信
- 轟天炮4
- X戰警
- 致命英雄
- 龍之吻
- 龍潭虎穴
- 新少林寺
- 黃飛鴻之英雄有夢
- 致命羅密歐
- 救世主
- 玩命對戰
- 荣耀之战（游戏）

### 演員
- 功夫傳：黃飛鴻
- 功夫傳：霍元甲
- 黃飛鴻之鬼腳七
- 南北醉拳 北醉翁徒弟
- 東方禿鷹 胡迪珠
- 龍少爺
- 1988年 群龍奪寶 飾 糖果小販
- 1988年三對鴛鴦一張床
- 1988年 神探父子兵 飾 警察
- 1988年 鬼掹腳 飾 東灣警員
- 1989年 群龍戲鳳 飾 苦力（客串）
- 1989年 急凍奇俠 飾 流浪漢（客串）
- 1990年 龍鳳賊捉賊
- 1990年 夜魔先生
- 1990年 賭聖 飾 賣魚盛
- 1990年 屍家重地 飾 警察石Sir
- 1990年 脂粉雙雄
- 1990年 皇家女將 飾 船工（客串）
- 1991年 衛斯理之霸王卸甲 飾 衛天玄
- 1991年 九一神鵰俠侶 飾 恐怖博士
- 1991年 財叔之橫掃千軍 飾 大鼻林
- 1991年 賭聖延續篇：賭霸 飾 賣魚盛
- 1991年 洪福齊天 飾 賭客
- 1991年 新精武門1991 飾 霍環
- 1991年 龍的傳人 飾 警察（客串）
- 1992年 摩登武聖 客串
- 1992年 九二神雕之痴心情長劍 飾 恐怖博士
- 1993年 赤裸狂奔 飾 潘警官
- 1993年 方世玉續集 飾 李國邦
- 1994年 中南海保鑣 飾 百貨商場路人（客串）
- 1995年 給爸爸的信 飾 酒保（客串）
- 1995年 賭聖2街頭賭聖 飾 賣魚盛
- 1995年 霹靂火 飾 醫生
- 1997年 馬永貞 飾 金鈴子叔叔
- 2010年 越光寶盒 飾 曹軍將領之一（客串）
- 2016年 大話西遊3 飾 月老

### 導演
- 《龍之忍者》（1982；兼編劇）
- 《就等這一天（英语：No Retreat, No Surrender）》（1985）
- 《皇家師姐》（1985）
- 《執法先鋒》（1986；兼監製）
- 《紅剋星（英语：No Retreat, No Surrender 2）》（1987）
- 《神探父子兵》（1988）
- 《皇家女將》（1990；兼編劇）
- 《赌圣》（1990；兼監製）
- 《賭霸》（1991；兼編劇）
- 《九一神鵰俠侶》（1991）
- 《五福星撞鬼》（1992）
- 《九二神鵰之痴心情長劍》（1992）
- 《赤裸狂奔》（1993；兼監製）
- 《方世玉》（1993）
- 《方世玉續集》（1993）
- 《洪熙官之少林五祖》（1994）
- 《中南海保鑣》（1994）
- 《给爸爸的信》（1995）
- 《麻雀飛龍》（1997）
- 《馬永貞（英语：Hero (1997 film)）》（1997；兼編劇）
- 《黑玫瑰之義結金蘭》（1997）
- 《渾身是膽（英语：Enter the Eagles）》（1998）
- 《拳神》（2001）
- 《夕陽天使》（2002）
- 《非常人贩》（2002）
- 《千機變II之花都大戰》（2004）
- 《生死格斗》（2006）
- 《財神客棧》（2011）

## 得獎記錄
| 年 份  | 頒獎典禮             | 獎項         | 影片                 | 入圍者                             | 結果 |
| 1983年 | 第2屆香港電影金像獎  | 最佳動作指導 | 《龍少爺》           | 成龍、馮克安                       | 提名 |
| 1983年 | 第2屆香港電影金像獎  | 最佳動作指導 | 《龍之忍者》         | 孟海                               | 提名 |
| 1984年 | 第3屆香港電影金像獎  | 最佳動作指導 | 《蜀山》             | 元彪、馮克安、孟海                 | 提名 |
| 1986年 | 第5屆香港電影金像獎  | 最佳動作指導 | 《皇家師姐》         | 孟海                               | 提名 |
| 1987年 | 第6屆香港電影金像獎  | 最佳動作指導 | 《執法先鋒》         | 元彪、孟海、徐蝦                   | 提名 |
| 1988年 | 第7屆香港電影金像獎  | 最佳動作指導 | 《東方禿鷹》         | 洪金寶、元彪、元華、林正英、侯耀宗 | 提名 |
| 1993年 | 第30屆金馬獎         | 最佳動作指導 | 《功夫皇帝方世玉》   | 元德                               | 獲獎 |
| 1994年 | 第13屆香港電影金像獎 | 最佳動作指導 | 《功夫皇帝方世玉》   | 元德                               | 獲獎 |
| 1995年 | 第14屆香港電影金像獎 | 最佳動作指導 | 《中南海保鑣》       | 元德                               | 提名 |
| 1995年 | 第14屆香港電影金像獎 | 最佳動作指導 | 《新少林五祖》       |                                    | 提名 |
| 1995年 | 第32屆金馬獎         | 最佳動作指導 | 《霹靂火》           | 成家班、洪家班                     | 獲獎 |
| 1995年 | 第32屆金馬獎         | 最佳動作指導 | 《父子武狀元》       | 元德                               | 提名 |
| 1995年 | 第32屆金馬獎         | 最佳動作指導 | 《鼠膽虎威》         | 元德                               | 提名 |
| 1996年 | 第15屆香港電影金像獎 | 最佳動作指導 | 《給爸爸的信》       | 元德                               | 提名 |
| 1997年 | 第34屆金馬獎         | 最佳動作指導 | 《馬永貞》           | 元德                               | 提名 |
| 2002年 | 第21屆香港電影金像獎 | 最佳動作指導 | 《拳神》             |                                    | 提名 |
| 2003年 | 第22屆香港電影金像獎 | 最佳動作指導 | 《夕陽天使》         | 國建勇                             | 提名 |
| 2005年 | 第24屆香港電影金像獎 | 最佳動作指導 | 《千机變II花都大戰》 |                                    | 提名 |
| 2009年 | 第28屆香港電影金像獎 | 最佳動作指導 | 《赤壁》             |                                    | 提名 |
| 2010年 | 第29屆香港電影金像獎 | 最佳動作指導 | 《赤壁：決戰天下》   |                                    | 提名 |
| 2012年 | 第31屆香港電影金像獎 | 最佳動作指導 | 《新少林寺》         | 元德﹑李忠志                       | 提名 |

## 外部連結
- 元奎在互联网电影资料库（IMDb）上的資料（英文）
- 在AllMovie上元奎的頁面（英文）
- 元奎在香港影庫上的簡介
- 元奎在豆瓣上的资料（简体中文）
- 元奎在时光网上的簡介（简体中文）